# Флавий Авит Мариниан
Флавий Авит Мариниан (лат. Flavius Avitus Marinianus) — римский государственный деятель начала V века.
В 422 году Мариниан возможно занимал должность префекта претория Италии. А в следующем году он стал консулом вместе с Флавием Асклепиодотом. Вероятно, Мариниан имел титул патрикия. Мариниан и его жена Анастасия были христианами. При папе Римском Льве I они восстановили мозаику на фасаде старого Собора Святого Петра, что было отмечено надписью на самой мозаике.